# アルファロメオ・カラボ
アルファロメオ・カラボ（Alfa Romeo Carabo）は1968年10月のパリモーターショーで発表されたアルファロメオのコンセプトカー。作成はカロッツェリア・ベルトーネが担当し、デザインは当時ベルトーネデザインスタジオのチーフスタイリストだったマルチェロ・ガンディーニによる。

## 概要
60年代と70年代の変わり目にイタリアのコーチビルダーによって製造されたミッドシップエンジンのアルファロメオ・ティーポ33/2ストラダーレのシャシに架装され、他のイタリアのコーチビルダーによって作成された、ピニンファリーナのクーペ プロトティーポスペチアーレ、ジョルジェット・ジウジアーロとイタルデザインのイグアナ、アルファロメオ・33スペシャルクーペ、ピニンファリーナのクネオ、ベルトーネのアルファロメオ・ナバホなど6台のコンセプトカーの1台目であり、プロトタイプのシャーシ（シャーシ番号750.33.109）のリアミッドに2.0 L V8エンジンと6速Colottiマニュアル変速機がマウントされた。
車名Caraboの由来はイタリア語のオサムシ（Carabus auratus）で、ウインドウの虹色、メタリックグリーン、オレンジのカラーリングと虫が羽を開いた様子はシザードアの動きへと繋がった。フロントバンパーのオレンジ色とボディ最後端の蛍光グリーンは視認性を高め安全に配慮してのものである。

### 作成の経緯
アルファロメオティーポ33／2ストラダーレはFIAグループ4スポーツカーのホモロゲーション台数25台を満たせない18台と少数に終わったが、当初は500台の限定生産を目論んでいたアルファロメオは、各カロッツェリアに協力を求め、興味を示したカロッツェリア・ベルトーネは､時期を隔てて2種類のデザインを発表した。サロンの通常のツアーの後、このプロトタイプは、ベルトーネとマルチェロガンディーニに他の有名な車を作るためのインスピレーションを与え、1970年コンセプトカーのランチア・ストラトスHFゼロを経て、1971年のランボルギーニ・カウンタックでほぼすべて取り上げられた。1976年にアルファロメオとベルトーネはアルファロメオ33ストラダーレのシャーシで再び協力し、最後の夢の車であるアルファロメオ・ナバホを作成した。世界各国のディーラーで展示されたカラボは、ロンドンにてコレクターが一定期間所有後、アルファロメオに戻され、ミラノ県アレーゼの「ムゼオ・ストーリコ・アルファロメオ（アルファロメオ歴史博物館）」で1976年12月の設立以来ナバホらとすべて一緒に保存され、1989年にアルファロメオとカロッツェリアベルトーネによって復元された。

## エンジンとトランスミッション
H字型の管状シャーシは、Carlo Chitiによって設計された全アルミニウム製の燃料噴射式の1,995ccエンジンを縦置きに載せた最初のAlfa RomeoV8で、チェーン駆動のカムシャフトを使用し、Tipoレースカーの250-270bhpから8,800rpmで233PSにデチューンされたにもかかわらず、10,000rpmでレッドラインされ、7,000rpmで200N⋅m（148lbf⋅ft）のトルクを発生した。これにより、Caraboは最高速度250 km/h（160mph）で、0〜62mphのスプリントを5.5秒でディスパッチすることができ、ValerioColottiによって設計された6速のシンクロメッシュされたトランスアクスルギアボックスを介して後輪に動力が送られた。
日付と理由は不明だが、元のエンジンはアルファロメオ・モントリオールの直列2,593cc 200HPV8に交換された

## スタイリング

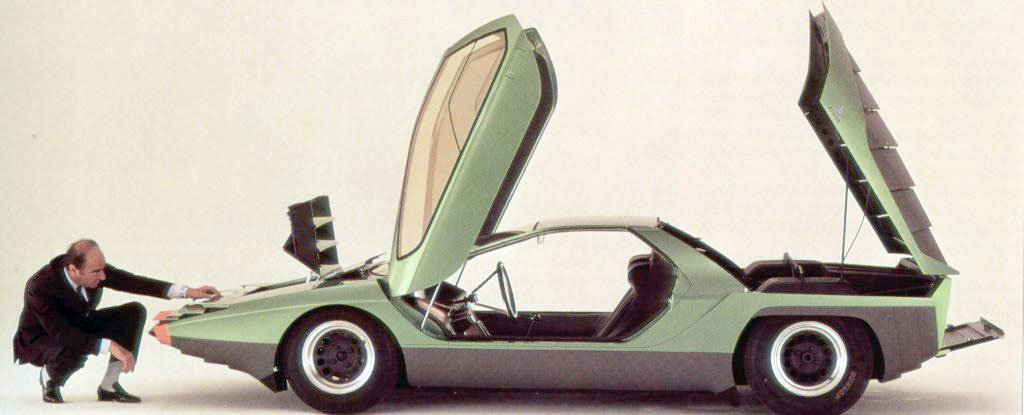
ヌッチオ・ベルトーネとドア、フード、スラット状のライトのフラップを開いた状態のカラボ　超ディープコーンのステアリングホイールが確認できる

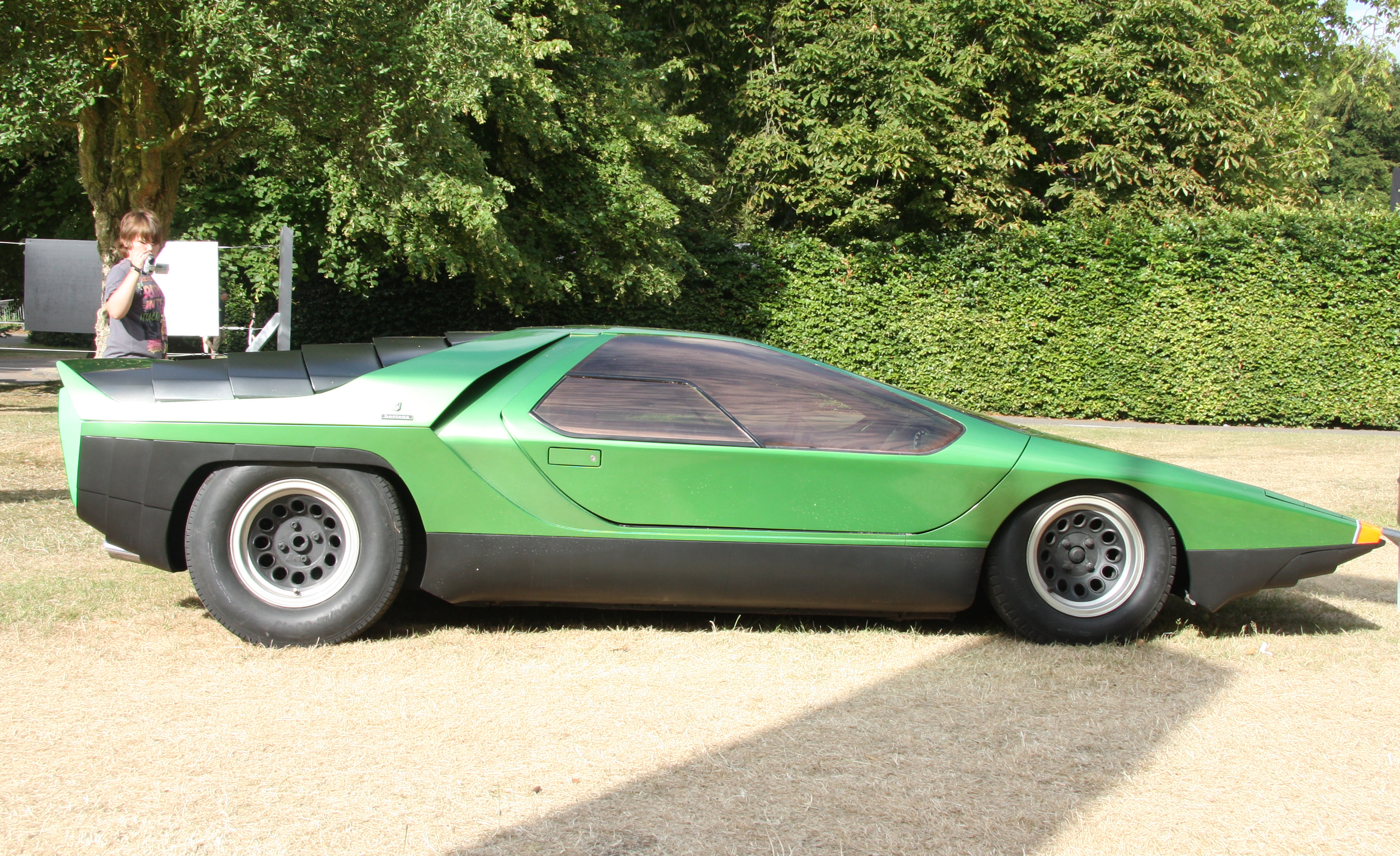
上下対称の底面もフィン状のディテール

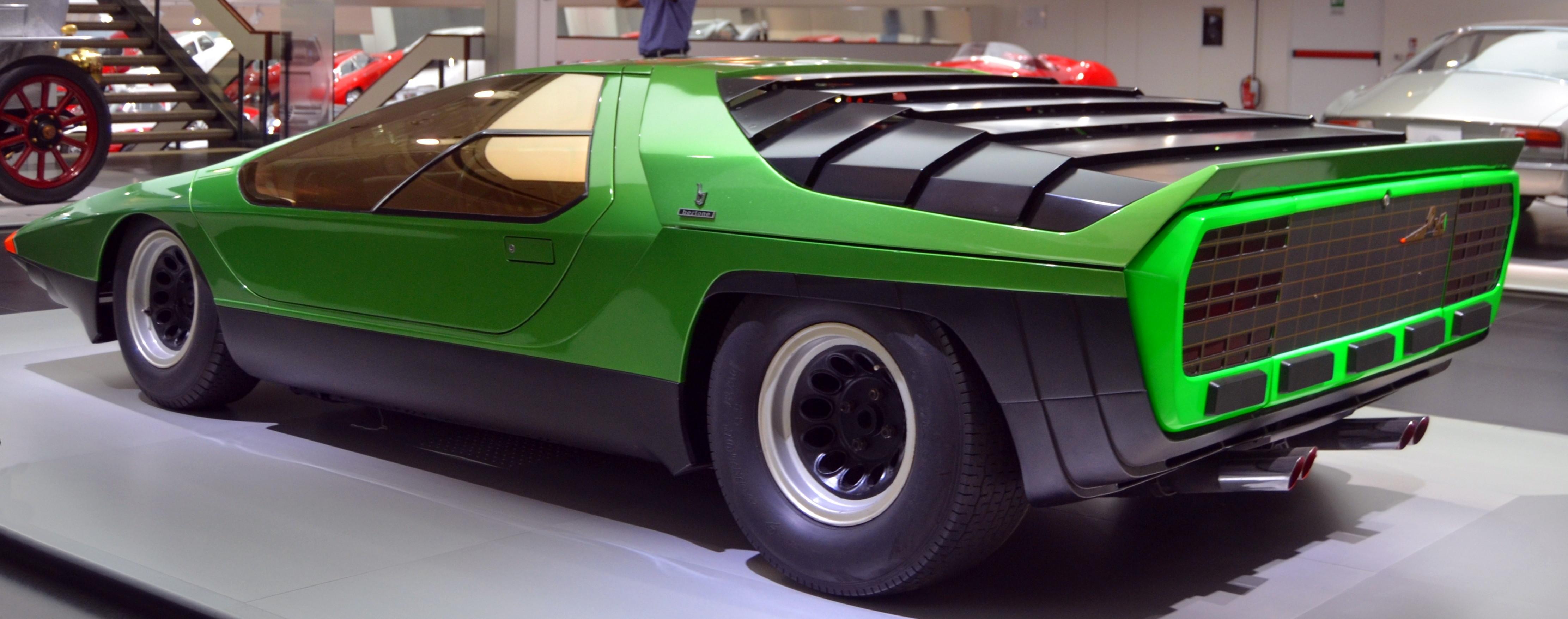
蛍光緑色の後端

1960年代後半から流行したウェッジプロファイルで、ベルトーネが前作ランボルギーニ・ミウラの高速域でのフロントエンドリフトに悩まされた反省も活かして設計され、ウェッジプロファイルの原理は、純粋にデザインだけではなく、部分的に高速リフトを排除する必要性から、1960年代にますます高速になるレーシングカーがダウンフォースを必要とし、あらゆる種類のフィン、カナード、スポイラーを使用し始め、ガンディーニは、ボディ全体が必要なダウンフォースを生み出す必要があると考え、自動車業界の新しいデザイン言語を先導し、補助的な空力装置の無いCaraboは平らな表面と柔らかい曲線の組み合わされた。全幅のノーズアパーチャは、革新的な衝撃吸収バンパーで部分的に埋められ、より多くの新鮮な空気が、下部ノーズセクションから個別の吸気口を介してラジエーターに供給された。ベルトーネによってわずか10週間で作成されたグラスファイバー製の四角いボディのラインは、自動車設計のマイルストーンであり、ガスピストンで垂直に開くシザードアは、量産を目的としたものではなかったが、当時の他の車のには無い機能だった。車の最低地上高はわずか990mmと、サイドプロファイルは先端が僅かに上がった鉛筆を机に置いたような上下対称の完璧なくさび形で、メタリックグリーンとブラックの2色ツートンで、先端が僅かに上がった非常にシャープなフロントは、フロントのエッジ全体に沿ったメタリックオレンジの刺し色配色、非常に薄い黒いバンパー、黒いプラスチックリングで覆われたアルファロメオのロゴ、3段の可動するスラット状の格納式フラップが開くと奥に丸目四灯の固定ライトが覗くアルファロメオ・モントリオールとリトラクタブルヘッドライトの折衷のようなデザインが特徴であり、フロントフードの中央には、ラジエーターから熱気を逃がすの3つの大きな通気口があり後ろヒンジで開き、すぐ後方も前ヒンジで開く。底側の衝撃吸収ラバーフロントバンパーもライトのフラップと対になるようにフィン状に整形される。
リアフードは、6枚のサテンブラックで仕上げられたプラスチックストリップで形成されたラップアラウンドルーバーで覆われ、エンジンの熱気を逃がし、リアの視界を制限する。その底側にバンパーとして5段の黒いラバーパッドが従来のリアバンパーに取って代わり、上面ルーバーと対になるようにフィン状に整形される。カットされた後端はボディワークよりも明るい蛍光緑色で塗られ、開閉する格子状のテールフェイシアグリッド両端にテールライトが隠し組み込まれ、テールフェイシアグリッド中央右側に「carabo」のロゴがシザードアが開いた車を模した楔型に変形アレンジされたエンブレムバッジが付いている。
当時ベルギーの会社が開発したVHRグラヴァーベル（VHR-Glaverbel）安全ガラスは、車内からは透過できるが、外からは傾斜したボディ表面と一体化してミラーリングされた金色に見えるという反射型特殊ガラスで、シルエットを強調するビジュアル効果を生み出し、その超軽量性と強度も優れていた。巨大な曲面のサイドウィンドウには開閉できる小さなサブセクションがあり、その機構はカウンタックLP500プロトテイーポにも引き継がれた。
インテリアはシンプルで、両端のダッシュボードには300km/hのスピードメーターと10,000rpmのタコメーターが配置され、ステアリングホイールの後ろ中央にはセカンダリインジケーターが集約され、精巧に作られた特にハブが非常に深い黒い2本スポークのベルトーネのマークが彫られたステアリングホイールが付けられた。もともとダッシュ、シル、ドアパネル、中央コンソール、2脚のスポーツシートは黒のビニールレザーでくるみ使用されたが、後にアルカンターラスエードに張り替え直された。

## レプリカ
リアリティ番組「オーバーホール」の自動車デザイナー、ビルダーのチップ・フースの父サム・フースは、ベルトーネからカラボコンセプトを購入できなかった為、1975年にデ・トマソ・パンテーラのプラットフォーム上にカラボの濃赤色のロードスタータイプのレプリカを作成した。同じくリアリティ番組の「Fast N' Loud」のリチャード・ローリングスがたまたま入手し、父を尊敬するチップ・フースから交換の依頼をうけチップ・フースの手元に戻った。
又、FiberFab Aztec 7というCaraboに似たVWビートルエンジンとシャーシのガルウイングドアのキットカーがあった。